# Witold Górski
Witold Górski (ur. 26 marca 1948 w Gdyni) – polski menedżer, specjalista transportu i urzędnik państwowy, w latach 2003–2005 podsekretarz stanu w Ministerstwie Infrastruktury.

## Życiorys
W 1967 ukończył technikum ekonomiczne ze specjalnością w międzynarodowym obrocie towarowym, a w 1973 studia z ekonomiki transportu na Uniwersytecie Gdańskim. Ukończył także szkolenia z zakresu funduszy Phare (1996) oraz sprzedaży i prezentacji w biznesie (1996). W 2000 zdał egzamin na członka rad nadzorczych spółek Skarbu Państwa.
Od 1973 do 1983 pracował jako starszy inspektor eksploatacji w Polskich Liniach Oceanicznych, od 1978 do 1985 był zastępcą kierownika Wydziału Morskiego i Komunikacji w Komitetu Wojewódzkiego Polskiej Zjednoczonej Partii Robotniczej w Gdańsku. W latach 1985–1986 pozostawał dyrektorem naczelnym polsko-czechosłowackiej (potem czeskiej) spółki spedycyjnej Spedrapid. Od 1996 do 1997 był konsultantem w dziale prywatyzacji SGS Supervise, a od 1997 do 1998 prezesem spółki Porty Lotnicze Gdańsk. W 1998 objął funkcję dyrektora biura „Żarnowiec” w Pomorskiej Specjalnej Strefie Ekonomicznej. 19 maja 2003 powołany na stanowisko podsekretarza stanu w Ministerstwie Infrastruktury, odpowiedzialnego za gospodarkę morską i transport drogowy (ten drugi dział utracił w 2004). Zakończył pełnienie funkcji jesienią 2005 wraz z odwołaniem drugiego rządu Marka Belki. Działał później w Sojuszu Lewicy Demokratycznej, m.in. zbierając podpisy pod projektami ustaw partii.